# مولدورف، کارینتیا
مولدورف (به آلمانی: Mühldorf) یک منطقهٔ مسکونی در اتریش است که در ناحیه اشپیتال آن در دراو واقع شده‌است. مولدورف ۹۶۳ نفر جمعیت دارد.